# معركة طلبيرة (1809)
معركة تالافيرا (بالإنجليزية: Battle of Talavera )‏ هي معركة وقعت يومي 27-28 يوليو 1809 خارج مدينة تالافيرا دي لا رينا، إسبانيا على بعد حوالي 120 كيلومتر (75 ميل) جنوب غرب مدريد، خلال حرب شبه الجزيرة. في تالافيرا، تم دمج جيش أنجلو إسباني بقيادة السير آرثر ويلسلي مع جيش إسباني تحت قيادة الجنرال كويستا في عمليات ضد مدريد التي احتلتها فرنسا. انسحب الجيش الفرنسي ليلا بعد صد العديد من هجماته.

## القوات المشاركة

### جيش الحلفاء

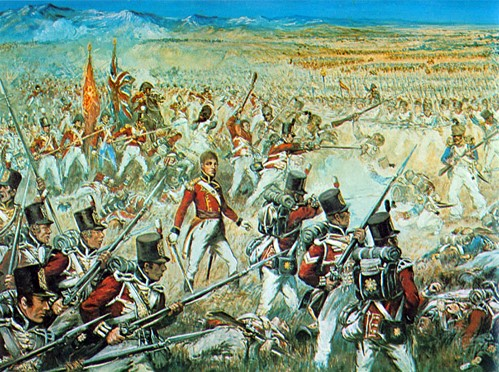
معركة تالافيرا

تألف الجيش البريطاني في ويلزلي من أربعة فرق مشاة وثلاثة ألوية من سلاح الفرسان و 30 مدفعًا، بلغ مجموعهم 20641 جنديًا. وشملت المشاة الفرقة الأولى بقيادة جون كواب شيربروك (6000)، والفرقة الثانية بقيادة رولاند هيل (3900)، والفرقة الثالثة بقيادة الكسندر ماكنزي (3700) والفرقة الرابعة (3000) تحت قيادة ألكسندر كامبل. قاد هنري فاني لواء من سلاح الفرسان الثقيل (1100)، في حين قاد ستابلتون كوتون (1000) وجورج أنسون (900) هذا إلي جانب ثلاثة ألوية من سلاح الفرسان الخفيفة.
تم تنظيم الجيش الإسباني لكويستا البالغ عدده 35000  في خمسة فرق للمشاة واثنين من فرق سلاح الفرسان، بالإضافة إلى حوالي 30 قطعة مدفعية، حوالي 12 رطل. 28000 من المشاة كانوا في فرقة خوسيه باسكوال دي زاياس إي شاكون الأولى (7 كتائب) والطليعة (5 كتائب)، الفرقة الثانية في إغليسياس (8 كتائب)، الفرقة الثالثة في بورتاغو (6 كتائب)، الفرقة الرابعة في مانغلانو (8 كتائب) وخوان بروكوبيو باسيكورت إي برايس الفرقة الخامسة (7 كتائب). قاد هنستروزا ودوق ألبوركويرك 6000 فرسان من فرقتي الفرسان الأولى والثانية وكان هناك 800 من المدفعيين.

### الجيش الفرنسي
بينما كان جوزيف يقود الجيش الفرنسي اسميا، مارس مستشاره العسكري المارشال جان بابتيست جوردان القيادة على 37700 من المشاة والمدفعية، و 8400 سلاح الفرسان وحوالي 80 مدفع.
شمل الفيلق الأول للمشاة لواء فرانسوا أمبل روفان (5300)، وبيير بيلون لابيس (6900)، ويوجين كاسيمير فياتيه (6100)، بالإضافة إلى لويس كريتيان كارير بومونت من الفرسان الخفيفين.
تألف فيلق سيباستيان الرابع من فرقة المشاة الخاصة به (8100)، البولنديين جان بابتيست سايروس دي فالينس (1600) وجان فرانسوا ليفال مع فرقته الألمانية الهولندية (4500). قاد كريستوف أنطوان ميرلين  لواء سلاح الفرسان الرابع (1200).
قاد ماري فيكتور دي فاي وماركيز دي لاتور موبورج (3300)جندي وإدوارد جان بابتيست ميلود (2350) جندي ماعرف بالفرقتين الثقيلتين تحت حماية قوات الفرسان.
تضمنت حامية مدريد جزءًا من جان جوزيف ، قسم ماركيز ديسولز (3,300)، واحرسل الملكي الإسباني (1800)، وفوجان من سلاح الفرسان (700).

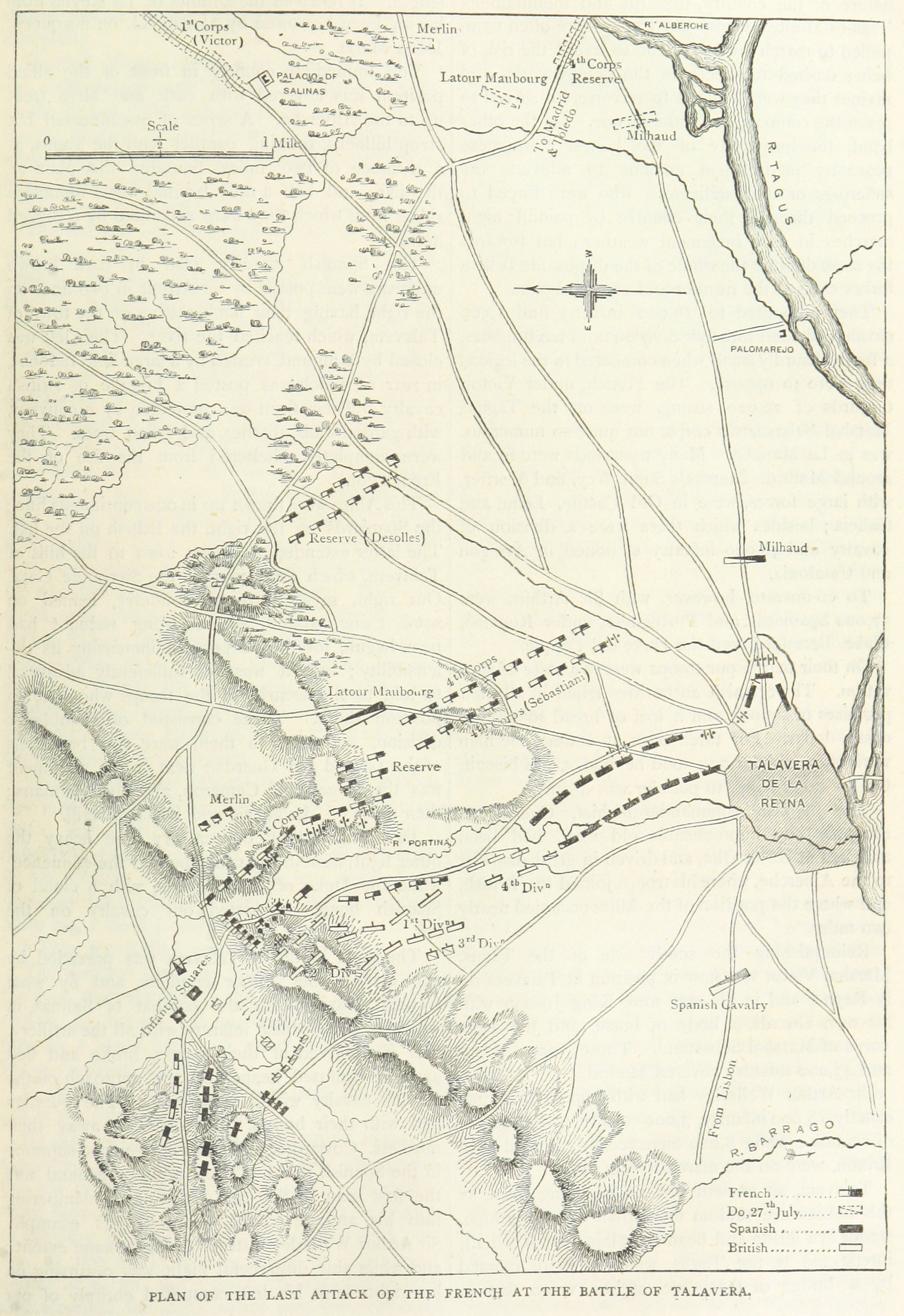
خريطة للهجوم الفرنسي النهائي

## النتائج
خسر الفرنسيون، في هذه المعركة الصعبة، 7389: 944 قتيلاً، 6294 جريحًا، 156 سجينًا. خسر الحلفاء أكثر من ذلك: 7,468. كانت الخسائر الإسبانية حوالي 1200  وكانت الخسائر البريطانية 6,268، بما في ذلك 800 قتلوا، على مدار يومين من القتال. كان هذا ما يقرب من 25 ٪ من القوة البريطانية، مقارنة ب 18 ٪ فقط من الفرنسيين، على الرغم من أنه من الواضح أن العبء الأكبر من الهجوم الفرنسي وقع على البريطانيين. تم إحراق العديد من الجرحى من كلا الجانبين حتى الموت عندما اشتعلت النيران في العشب الجاف في ساحة المعركة. في اليوم التالي، عززت قوات المشاة البريطانية البالغ عددها 3000 مشاة الجيش البريطاني بعد الانتهاء من مسيرة مشهورة طولها 42 ميل (68 كـم) في 26 ساعة.